# Акуапеза
Акуапѐза (на италиански: Acquappesa, на местен диалект u Casàle, у Казале) е село и община в Южна Италия, провинция Козенца, регион Калабрия. Разположено е на 80 m надморска височина. Населението на общината е 1878 души (към 2012 г.).